# Aurunca Chasmata
Gli Aurunca Chasmata sono una struttura geologica della superficie di Dione.